# Militancia palestina (1987-)
Una revuelta comenzó en el otoño de 1987, que en Cisjordania y Gaza marcó un cambio repentino en el carácter de la militancia entre los árabes palestinos. Hasta 1987, los árabes que vivían bajo el dominio militar en estas regiones no mostraban ninguna iniciativa para resistir la ocupación por parte del ejército israelí. En contra de la creencia popular, según fuentes militares israelíes, la Organización para la Liberación de Palestina (OLP) no provocó la Intifada, y la mayoría de los disturbios fueron perpetrados por jóvenes árabes no afiliados a ninguna organización.
Algunos de los actos sí fueron organizados por facciones de la OLP, así como por dos nuevos grupos en Cisjordania y Gaza: el Movimiento de Resistencia Islámica, también conocido como Hamás, y la rama palestina de la Yihad Islámica Egipcia. Estos dos grupos islámicos se alejaron de la ideología socialista y secular de los grupos vanguardistas de la OLP, como el Frente Popular para la Liberación de Palestina (FPLP) y el Frente Democrático por la Liberación de Palestina (FDLP), quienes mantienen ideas opuestas al islamismo.

## La resistencia en los territorios
En Cisjordania y Gaza, la resistencia tras la Guerra de los Seis Días tuvo un nombre en árabe de Zumud (صمود). Zumud significa firmeza, o ser firme. En práctica, Zumud tuvo dos partes: a.) Continuar viviendo en la tierra histórica de Palestina y b.) resistir al ejército en su ocupación de la tierra. En efecto, los palestinos en su totalidad no hicieron actos de resistencia y desafío contra Israel hasta 1987. La mayoría de los ataques palestinos en los territorios hasta ese año fueron perpetrados por bandas aliadas con grupos militantes en el extranjero, o pequeñas celdas de grupos islamistas.

### Los cuerpos tradicionales hasta la Intifada
En el año 1970, el cuerpo más importante en Cisjordania era el Partido Comunista de Palestina (ahora el Partido del Pueblo Palestino). PCP tuvo mucha influencia en los sindicatos palestinos, en los territorios, e hizo varias huelgas para mostrar resistencia a las políticas económicas de Israel en Cisjordania. Pero en Gaza el PCP no existió (allí hubo un grupo independiente de comunistas). Otros foros de oposición, según los palestinos, incluyeron las universidades, donde estudiantes árabes a menudo hacían manifestaciones contra el gobierno. A lo largo del tiempo  hasta 1987, los árabes cisjordanos y gazatìes se confundieron políticamente al dejarse dirigir por un caudillaje independiente con seguidores entre el público de sus regiones. Tras 1987, la dirigencia del PCP y las personas intelectuales como Hanan Ashraoui disminuyeron la habilidad de dirigir a la población. Movimientos populares tomaron control, especialmente Hamás, y establecieron un red de clínicas médicas y escuelas.

## La Intifada: Precursoras
La lucha entre Israel y los Estados Árabes disminuyó la intensidad del conflicto tras 1983. Las tropas israelíes retrocedieron del centro de Líbano y establecieron una zona de seguridad en el sur del país vecino. No obstante, en todos los estados árabes, a partir de Egipto, existió un estado de guerra con Israel en 1987. En ese año, el conflicto no tuvo prioridad sobre otros problemas en el mundo árabe. En la cumbre de la Liga Árabe en Ammán en 1987, la Guerra Irán-Iraq fue el tema más urgente.El ambiente mas tranquilo no se tradujo en mejores condiciones en Cisjordania y Gaza. El gobierno israelí de Isaac Shamir estaba atrapado por un dilema agobiante: Las políticas del partido gobernante Likud animaban al movimiento de los asentamientos israelíes en los territorios de Cisjordania y Gaza, pero también ofrecían (como casi todos los partidos políticos en Israel) la posibilidad de otorgar ciudadanía israelí a los árabes de las dos regiones. La razón de la oposición fue el peligro que el ingreso de muchas personas hostiles de Israel supusiese una invasión del estado judío por una minoría antipática al carácter judío y sionista del estado. La tasa de crecimiento de la población en Gaza y Cisjordania es una de las más altas en el mundo (10a en 2006).
Los árabes palestinos en los territorios vivían desde 1967 en un estado de olvido: No pudieron votar en elecciones israelíes, y el control de los asuntos diarios en las zonas ocupadas cayó en manos de la Autoridad Civil de las Fuerzas de Defensa Israelíes. Los residentes de Cisjordania tenían pasaportes jordanos, pero la libertad de viajar al extranjero era muy limitada, y usualmente debían cruzar la frontera hacia Jordania y volar desde Amán. El 31 de julio de 1988, Jordania renunció a sus reclamaciones sobre Cisjordania, y reconoció a la OLP como la sola representante del pueblo en Cisjordania. Incluso antes, la popularidad de Hussein de Jordania entre los árabes en Cisjordania era baja, y de todos modos el gobierno del Likud se opuso la opción de devolver el territorio de nuevo a Jordania. Desde el punto de vista de los residentes de Cisjordania y Gaza, los estados árabes los estaban abandonando a la ocupación. Los árabes palestinos podían trabajar en Israel y estudiar en universidades u otras instituciones en Cisjordania o Gaza. Pero las oportunidades de ascenso social en la sociedad eran muy limitadas. Las instituciones civiles de los territorios quedaron por detrás de sus equivalentes en Israel y Líbano (no obstante que eran superiores a las universidades y hospitales en muchos países árabes). Los árabes más ambiciosos que se habían formado en las universidades de los territorios buscaron realizar sus aspiraciones en el extranjero. Con el paso del tiempo la tendencia no cambió: Hasta 2003, el Departamento Central de Estadísticas palestino publicó un informe en el que afirmó que 9,6 millones de palestinos vivían en el extranjero, un número mayor que las poblaciones de Cisjordania, Gaza, y los árabes israelíes.

La situación en los territorios no se había vuelto desesperada solo por razones internas de los árabes. Las fuerzas de seguridad israelíes, incluyendo la FDI, la Policía de Fronteras de Israel y la policía secreta Shabak, molestando la vida diaria de la población, montando chequeos y registros para terroristas y criminales en los caminos, hogares, y ciudades de los territorios, hasta hoy en día mantienen muchos poderes en los territorios.
Todos los problemas antes descritos construyeron una bomba: Una población privada de derechos por Israel y sus compañeros árabes con un gran sector joven sin esperanzas colectivas para el futuro.

### La Revuelta
La palabra que describe los disturbios que empezaron en 1987 es la Intifada (انتفاضة en árabe; en castellano: la acción de deshacerse de algo, o el "despertar" en otras traducciones). El 9 de diciembre de 1987 grupos de jóvenes en el campamento de refugiados Yabalia en Gaza causaron disturbios en respuesta a la muerte de cuatro gazanos en un accidente de carretera con un carro israelí. Los disturbios del día causaron la muerte de un manifestante, lo que tuvo un efecto de bola de nieve. El 22 de diciembre tras la muerte de 21 manifestantes, la ONU publicó una resolución de condena contra Israel.

### Respuesta israelí
El ministro de defensa israelí Isaac Rabin mandó a tropas de las fuerzas de seguridad a “quebrar los huesos” de la revuelta. Las respuestas violentas de los israelíes llegaron hasta un tal punto que lograron quebrar las organizaciones armadas en los territorios. Pero un efecto beneficioso para los militantes palestinos fueron las imágenes en la prensa mundial del ejército sofocando disturbios, a menudo incluyendo fotos de tropas armadas luchando con jóvenes o incluso con niños. Aunque las políticas de la FDI y Policía no constituyeron asesinatos premeditados, se descubrieron muchos maltratos, torturas, palizas al azar, y ataques contra objetivos civiles. Los comandantes de la FDI, acostumbrados a guerras convencionales en Líbano, no supieron reprimir una revuelta no militar en los territorios a largo plazo, y hasta entonces solo habían tenido que confrontar amenazas inmediatas en Cisjordania y Gaza como bandas terroristas y disturbios breves.

### Tácticas de los manifestantes

#### Manifestaciones
La Intifada tuvo un carácter de violencia brutal y mal planeada contra objetivos tanto militares como civiles que pertenecían a los israelíes. Palestinos que caían bajo sospechas de cooperación con el Shabak y la policía eran asesinados frecuentemente; unos 1.000 murieron hasta el final de la Intifada. Las bajas israelíes sumaron 160 muertos, entre civiles y militares. Los palestinos usualmente lanzaban piedras a las tropas, personas, o carros israelíes. La violencia en los caminos era común en los años 1987-93, y en muchos lugares donde existía la posibilidad, el gobierno construyó caminos especiales en Cisjordania y en menor medida en Gaza para el uso exclusivo de carros israelíes. Aquella táctica provocó, no por primera vez, comparaciones con el régimen de apartheid en Sudáfrica.

#### El primer ataque de suicidio
El 6 de julio de 1989, un terrorista del Yihad Islámico perpetró un ataque suicida, causando un accidente de autobús a propósito y matando a catorce personas.

#### Protestas no violentas
En 1989, la ciudad cisjordana de Beit Sahour (al este de Belém) montó una campaña de desobediencia civil en la formar de una negativa de pagar impuestos. Ellos se basaron en el principio de la Guerra de la Independencia de los Estados Unidos de «No a los impuestos, sin representación» (inglés: No taxation without representation). Los israelíes reprimieron la campaña con el encarcelamiento de muchos residentes de Beit Sahour, y además con la incautación de propiedades de los que rechazaron pagar. Otros actos económicos también ocurrieron, como boicots de bienes o negocios israelíes y huelgas. Los daños de la Intifada a la economía israelí se estimaron en cientos de millones de dólares.

## El fin de la Intifada y los Acuerdos de Oslo
Hasta 1991, el entusiasmo de los manifestantes se agotó, y las actividades de la Intifada ingresaron en un periodo de cambio. Los ataques violentos contra personas y propiedades continuaron, pero se realizaron en la forma de secuestros de individuos y asesinatos con armas de mano o apuñalamientos.
El 16 de abril de 1993, Hamás perpetró el primer atentado suicida en la intersección Mehola, cerca del asentamiento del mismo nombre en el Valle del Jordán. Dos personas murieron por un coche bomba: el terrorista y un trabajador palestino no vinculado con Hamás. La mente tras el atentado fue Yahya Ayyash, un ingeniero electrónico (su apodo en la calle fue al-Muhandis المهندس;"El Ingeniero"). El atentado de Mehola fue el primero de ocho atentados en los que Ayyash tuvo participación.
La nueva táctica de Hamás, que fue rápidamente copiada por el Yihad Islámico, tuvo el efecto de quebrar el sentimiento de seguridad entre la población israelí. Al mismo tiempo, los representantes de la OLP y delegados israelíes se reunieron en Oslo, Noruega para negociar un acuerdo entre el estado judío y el representante más reconocido del pueblo árabe palestino. El 20 de agosto de 1993, los Acuerdos de Oslo fueron publicados, y el 13 de septiembre en Washington, DC los partidos Yasser Arafat y Isaac Rabin se afirmaron por el documento. Los militantes más radicales, tanto en el FPLP, Hamás y Yihad Islámico, se negaron a apoyar el acuerdo.

### Las diferencias entre losislamistasy los seculares tras Oslo
Desde 1993, las diferencias entre Hamás, el Yihad Islámico, y otros grupos islamistas con respecto a la OLP y sus facciones se hicieron más claras, no obstante, ambos lados del espectro continuaron realizando atentados contra objetivos israelíes. Por su parte, los grupos islamistas creen que los Acuerdos de Oslo son una traición contra la idea de la tierra santa de Palestina, y ven a Israel como una entidad de infieles, al igual que todos los estados occidentales. En el Convenio de Hamás está escrito un artículo entero (número 13) acerca del tema de negociaciones:

Iniciativas, soluciones pacíficas propuestas, y conferencias internacionales, son una contradicción a los principios del Movimiento de la Resistencia Islámica (Hamás). El abuso de cada parte de Palestina es abuso dirigido contra un parte de (la) religión. De vez en cuando se hace un llamamiento por una conferencia internacional para buscar medios de resolver la cuestión (palestina). Algunos aceptan, otros rechazan a la idea, por una u otra razón, con una estipulación o más por consentimiento de reunir la conferencia y participar en ella. Hamás no considera a las conferencias capaces de realizar las demandas, restaurar los derechos o hacer justicia o los oprimidos. Las conferencias son solo medios de establecer a los infieles en la tierra de musulmanes como mediadores. ¿Cuándo han hecho justicia los infieles para los creyentes?
No hay ninguna solución a la cuestión palestina a partir del Yihad (guerra santa). Iniciativas, propuestas, y conferencias internacionales son todas una pérdida del tiempo y esfuerzos vanos.

Otro ejemplo de las razones de no tomar parte en el proceso de paz es una cita del portavoz amatista Ábdel Aziz ar-Rantisi (9 de enero de 1998) por el periódico árabe-israelí Kul al-Arab (Voz de los árabes):

«Toda la tierra de Palestina es un parte de la fe islámica y el Califa Umar ibn al-Jattab la declaró para todos los musulmanes. Por eso, ninguno individuo ni grupo tiene el derecho de venderla o rendirla.»

Una diferencia más entre Hamás y las facciones seculares de los militantes es la actitud del grupo con respecto a la izquierda israelí. En el pasado grupos radicales como el FDLP se encontraron con grupos pacifistas israelíes, como el foro antisionista Mazpen (hebreo:מצפן; «brújula»). En la misma entrevista ar-Rantisi rechazó reconocer a ningún sector del público israelí como compañero en la paz:

(Entrevistador): ¿Ve cualquier posibilidad de un diálogo con la izquierda israelí?
Ar-Rantisi: No creo en el movimiento de Peace Now (Paz Ahora, un grupo pacifista en Israel). Quien coloniza mi tierra y me expulsa de ella es un invasor, también si es un izquierdista. ¿Si una gente ocupa un país que no es de ellos, tal cosa no cambia el hecho que ellos son ocupantes?.

Al contrario de las opiniones del Convenio de Hamás, la OLP hizo enmiendas al Convenio Palestino, el documento en que los objetivos de la OLP han escrito:

«El Convenio Nacional Palestino es por la presente enmendado, cancelando los artículos que son contrarios a las cartas intercambiadas entre OLP y el Gobierno de Israel en los 9-10 de setiembre de 1993.»

En los años 1990 Yasser Arafat, como el Presidente de la nueva Autoridad Nacional Palestina, hizo un acto de malabarismo entre sus mensajes al pueblo de la ANP, y sus negociaciones con Israel. En sus encuentros con Isaac Rabin y sus sucesores Arafat mantuvo la línea de paz, diciendo que su organización ha prometido reconocer al estadio judío y renunciar los medios del terrorismo. Pero en otros foros, usualmente en los que hablaba en árabe negó que las negociaciones con Israel fueran una declaración de reconocimiento. Un ejemplo es la cita de una charla en Estocolmo:

«Nosotros pensamos eliminar el Estado de Israel y establecer un estado puramente palestino. Nosotros haremos la vida intolerable para los judíos con guerra psicológica y explosión demográfica. Nosotros los palestinos nos haremos con el todo, inclusa toda Jerusalén.»

## Caída del Proceso Oslo
En efecto, el proceso de Oslo carecía de muchas condiciones que negaron sus posibilidades de continuar. Uno de los problemas más serios hasta ahora son las luchas internas entre facciones armadas del pueblo palestino. En los años 1990, la nueva policía palestina de la ANP inició una campaña de detenciones contra militantes hostiles al régimen de Arafat. En el caso de militantes que planearon ataques contra Israel, como el archi-terrorista de Hamás Muhammad Deif, el gobierno de Arafat no impidió sus actividades. En los años 1994-1999 Deif o sus colegas en las Brigadas de Izzedin al-Qassam perpetraron 16 atentados suicidas de éxito contra objetivos civiles en Israel.
La incorporación de la ANP en perseguir a terroristas domésticos fue una violación de los Acuerdos de Oslo. Por ello parte, los oficiales de Arafat tuvieron una actitud pasiva al terrorismo islamista, en respuesta al rechazo israelí de parar totalmente la construcción de nuevos asentamientos en Cisjordania y Gaza. Otra violación de la ANP a los acuerdos fue su indulgencia a la formación de milicias armadas en sus ciudades. Cuadrillas de jóvenes con rapidez se reclutaron a milicias afiliadas con el FPLP, Hamás, o el Tanzim, una milicia irregular leal al movimiento de Fatah de Yasser Arafat. Las actividades de las milicias en Cisjordania y Gaza eran muy similares a las de la OLP y sus facciones en Líbano y Jordania. En vez de formar instituciones para sostener su futuro estado, Arafat en efecto repartió los territorios de la ANP a sus amigos, y por eso la malversación de fondos públicos por Arafat y otros oficiales se ha vuelto legendaria.
La estrategia de Arafat respecto de los militantes tuvo un propósito concreto: Aprovecharse de ellos como un lucro en sus negociaciones con Israel. Arafat supo que tras firmar los Acuerdos de Oslo, el gobierno de Israel había llegado a un punto de no retorno. Estados Unidos había accedido al proceso, y la comunidad internacional vio en el proceso de Oslo una esperanza para deshacerse del conflicto armado en Medio Oriente. Los primeros ministros de Israel en el periodo de Oslo, Isaac Rabin, Shimon Peres, Benjamín Netanyahu, y Ehud Barak tuvieron muchas limitaciones en su habilidad para responder a atentados de terrorismo durante el periodo de Oslo. En septiembre de 2000, las partes en el proceso rompieron las negociaciones y en los meses siguientes comenzaron sangrientas escaramuzas entre los dos lados.
Para la historia de los militantes palestinos tras 2000, véase Intifada de al-Aqsa.